# برج تلفزيون سانت بطرسبرغ
برج تلفزيون سانت بطرسبرغ (بالروسية: Санкт-петербургская телевизионная башня) هو برج تلفزيوني شبكي فولاذي يبلغ طوله 326 متر (1.070 قدم) يقع في سانت بطرسبرغ، روسيا.
وقد بني في عام 1962، وكان أول برج تلفزيوني للاتحاد السوفيتي. يتم استخدامه لبث راديو FM والتلفزيون.

## معرض الصور

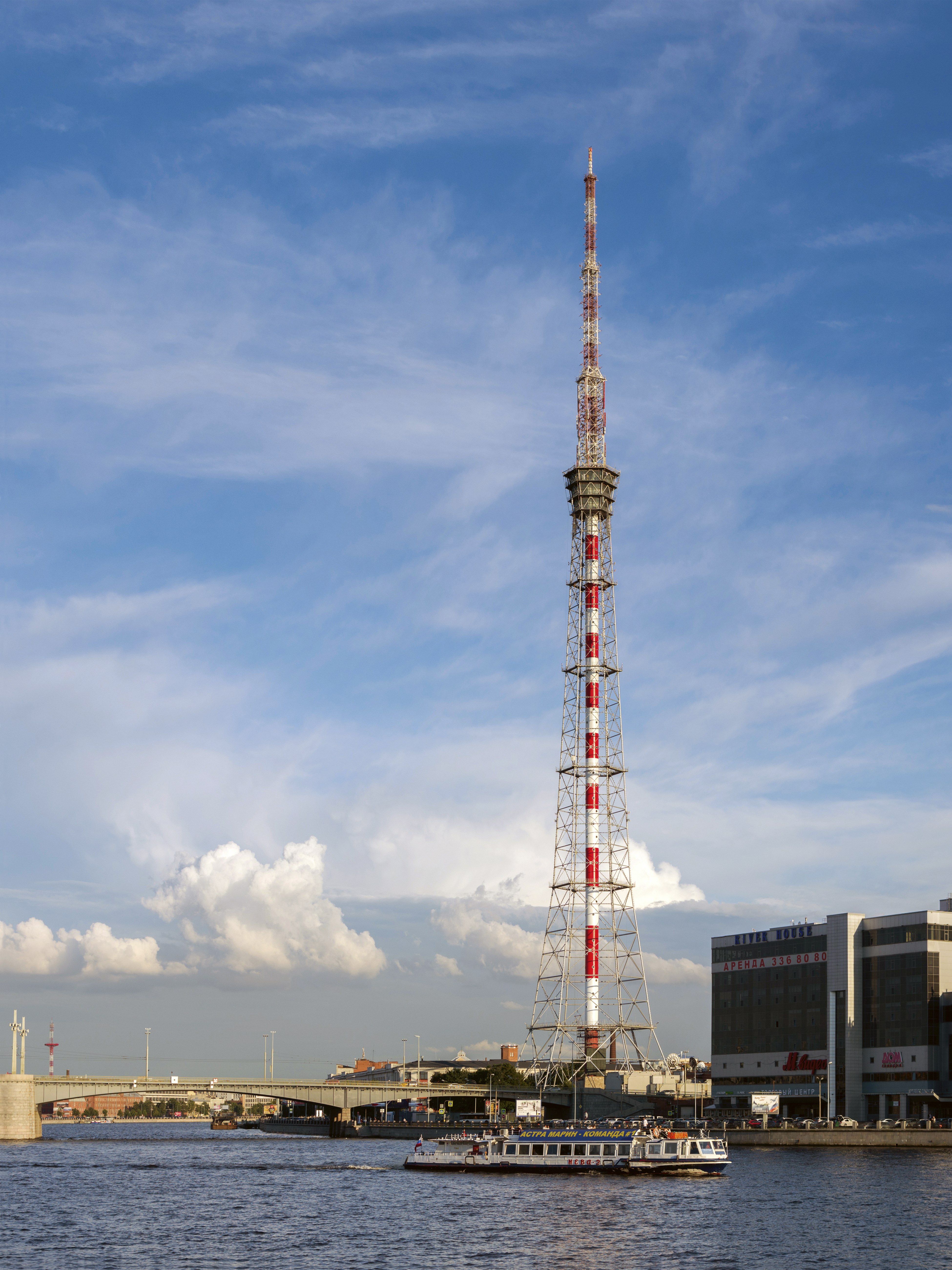
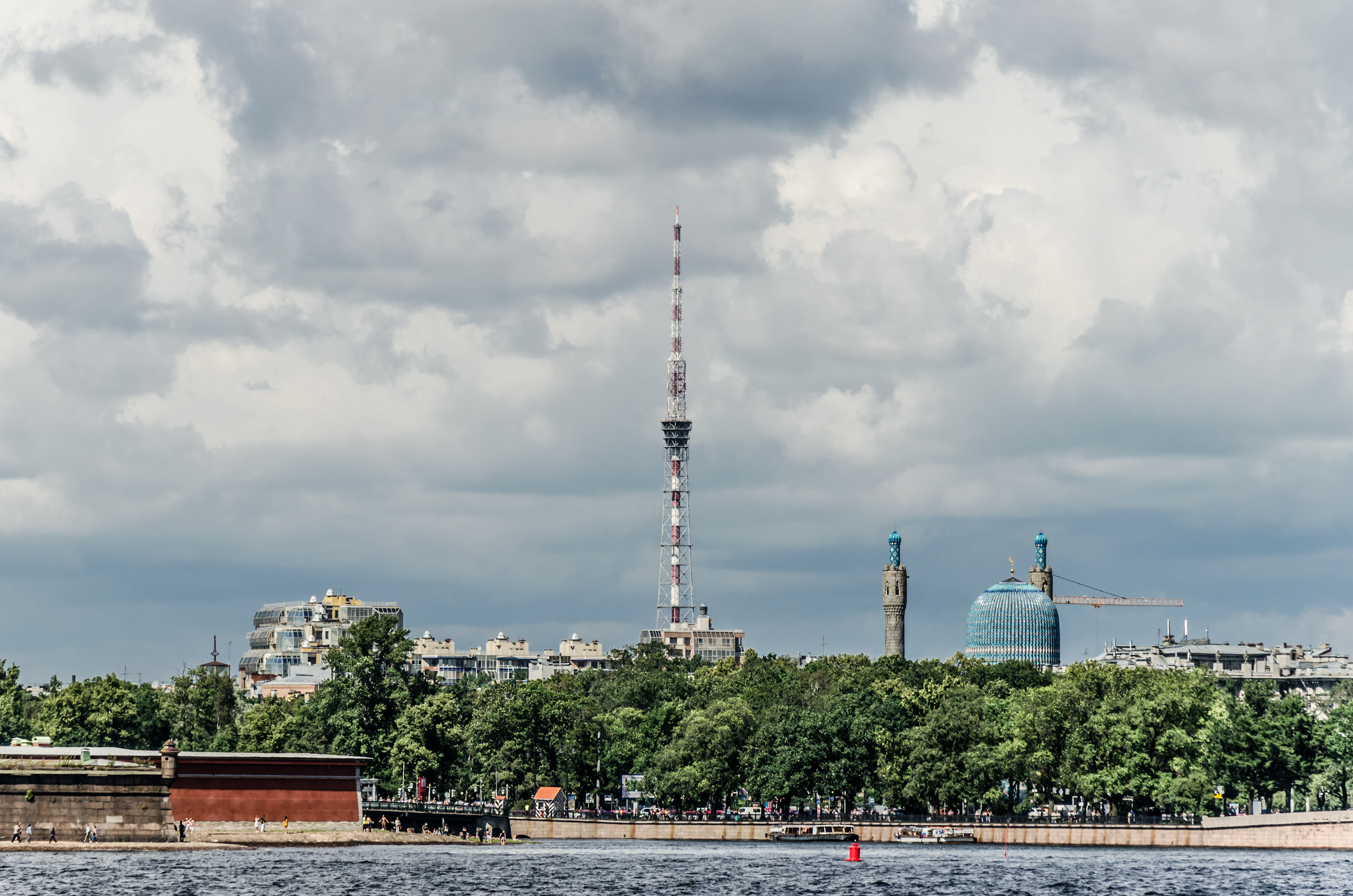
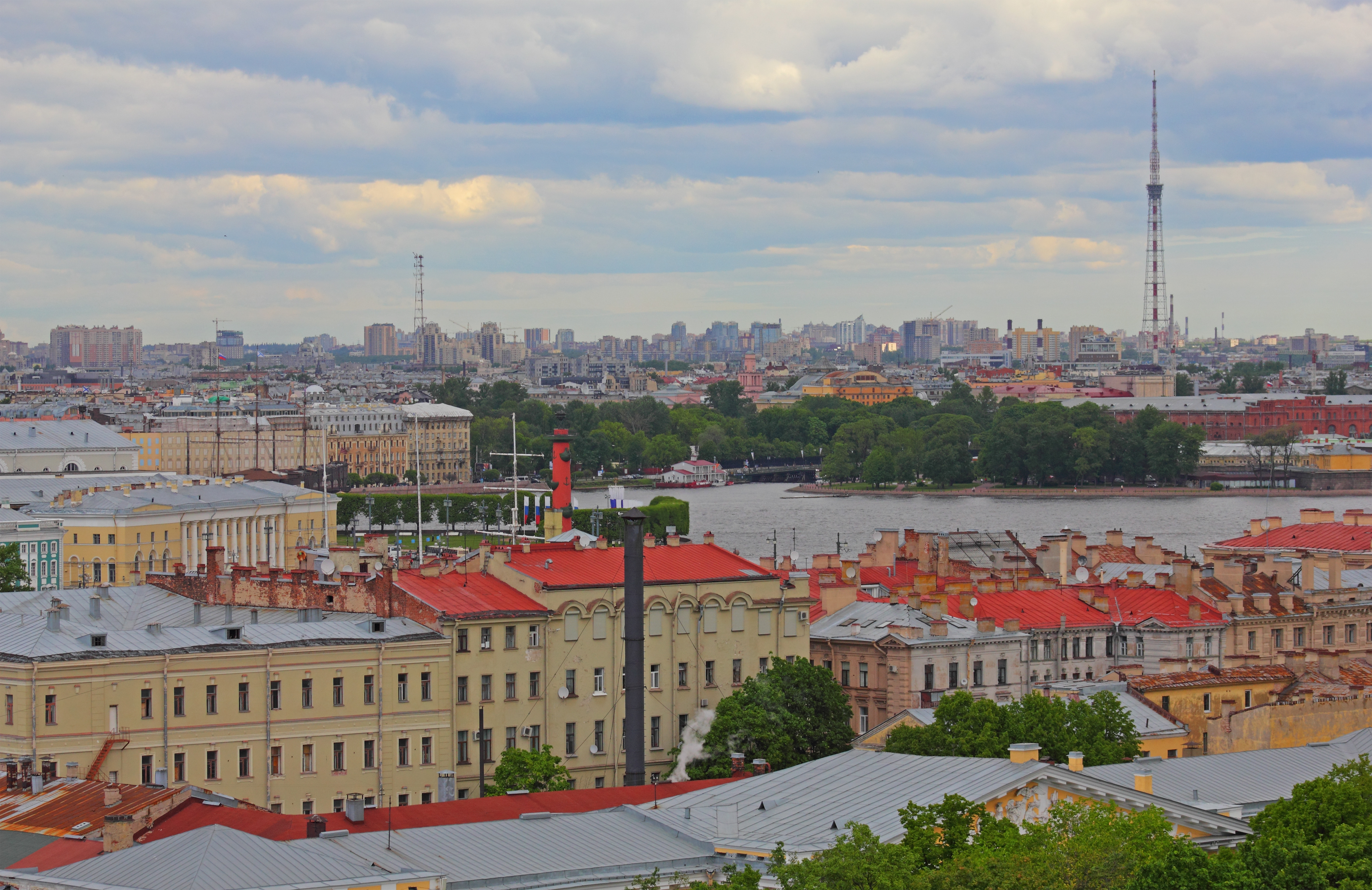
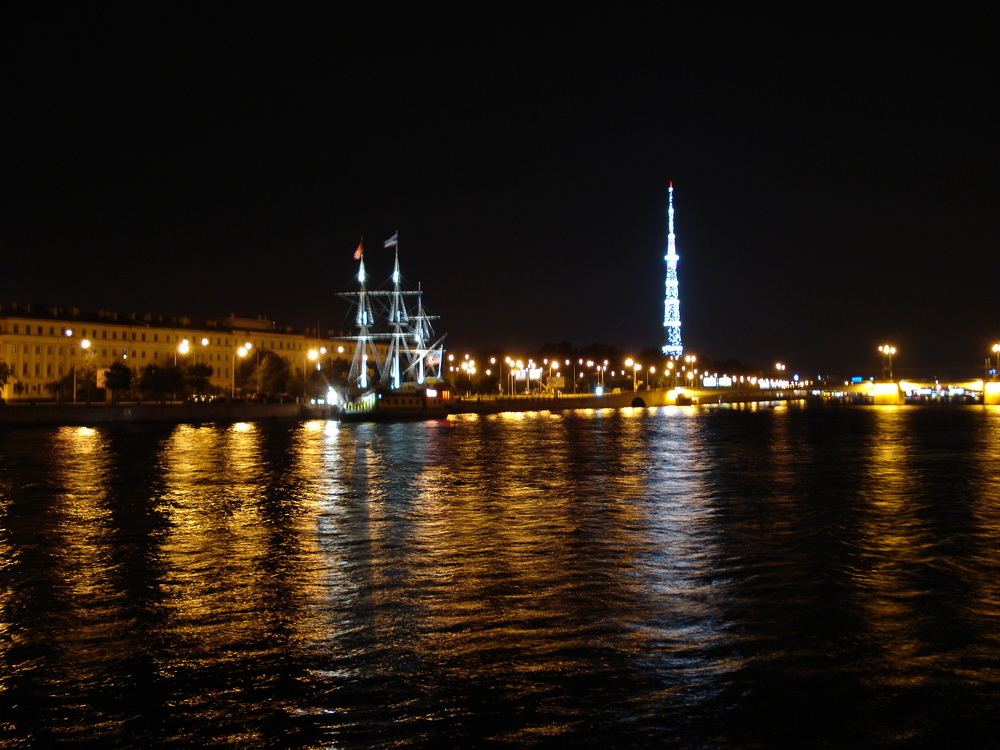
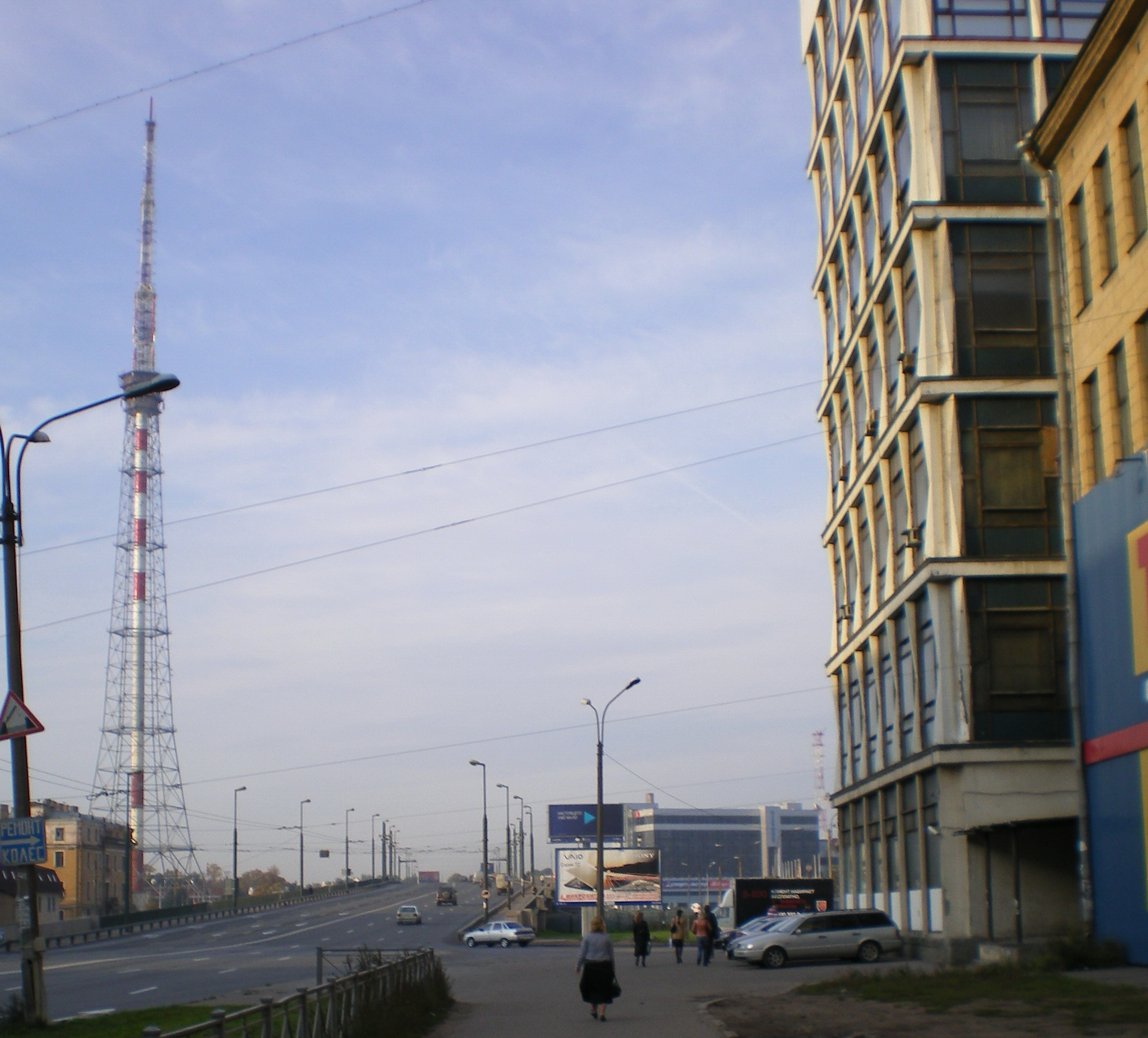
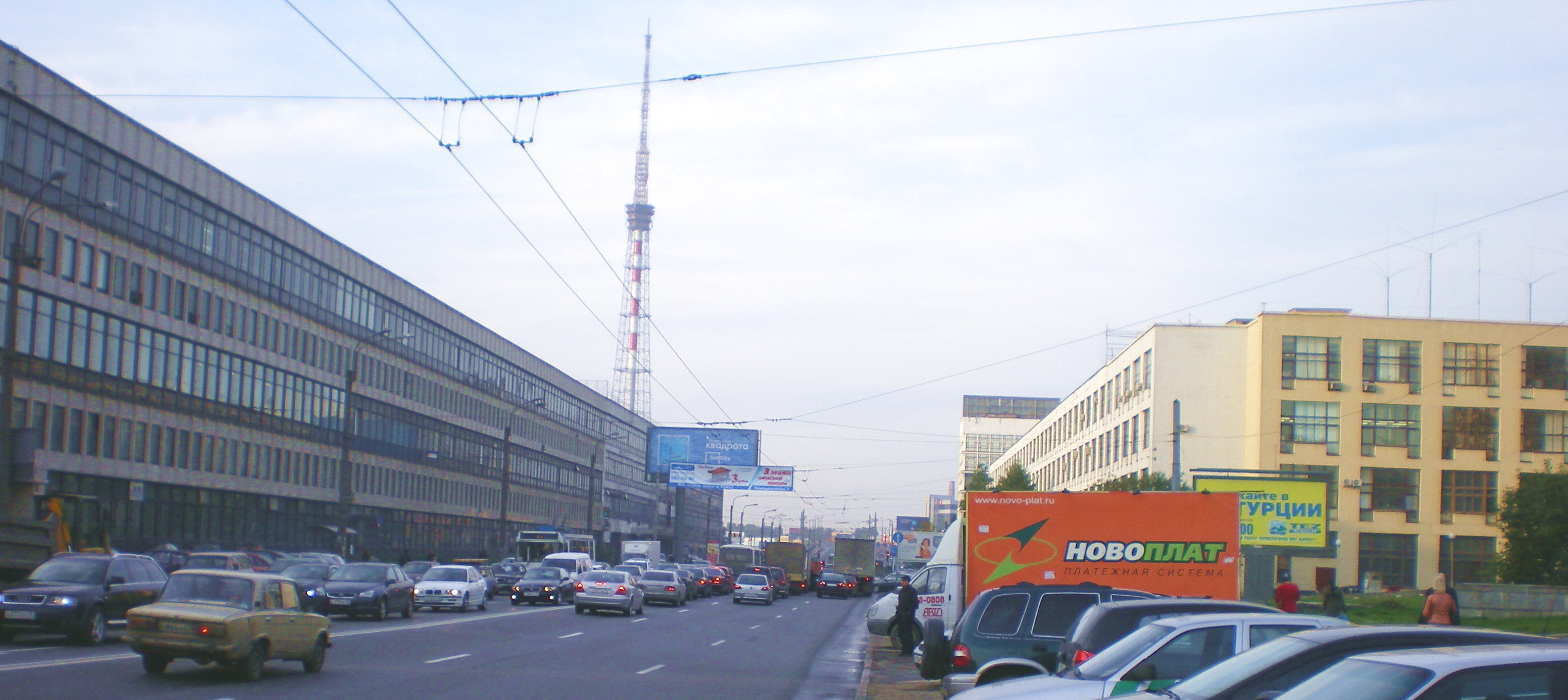

انقر على الصورة للتكبير.

## وصلات خارجية
- برج تلفزيون سانت بطرسبرغ  على موقع ستركتر

- St. Petersburg TV Tower | Buildings | EMPORIS
- Saint Petersburg TV Tower - Virtual GlobeTrotting